# Geordi La Forge
Geordi La Forge je fiktivní postava v televizních sci-fi seriálech Star Trek: Nová generace a Star Trek: Picard a s nimi souvisejících filmech Star Trek: Generace Star Trek: První kontakt, Star Trek: Vzpoura a Star Trek: Nemesis.
Geordi La Forge sloužil především jako hlavní inženýr na hvězdných lodích USS Enterprise-D a USS Enterprise-E pod velením kapitána Jeana-Luca Picarda. Od narození byl slepý, k orientaci používal přístroj VISOR (Visual Instrument and Sensory Organ Replacement), který mu umožňoval vidět ve velké části elektromagnetického spektra. Později získal oční implantáty.
Na objednávku Vulkánské akademie věd navrhl a testoval prototyp lodi Jellyfish, se kterou se pak velvyslanec Spock vydal odvrátit zkázu Romulu.